# Coffi Codjia
Bonaventure Coffi Codjia (* 9. Dezember 1967 in Cotonou) ist ein ehemaliger beninischer Fußballschiedsrichter.

## Werdegang
Seinen Schiedsrichter-Job begann Codija, dessen Vater ebenfalls als Schiedsrichter tätig gewesen war, am 1. Januar 1994, FIFA-Schiedsrichter war er ab 1999. Er nahm bereits an mehreren großen Turnieren teil, so auch an der WM-Endrunde 2002 bzw. vier Jahre später an der WM-Endrunde in Deutschland. Als Assistenten standen ihm dort Celestin Ntagungira (Ruanda) und Aboudou Aderodjou (Benin) zur Seite. Bei der Afrikameisterschaft 2008 leitete er unter anderem das Endspiel zwischen Ägypten und Kamerun (1:0). Bei der folgenden Afrikameisterschaft, dem Endrundenturnier 2010 kam es im Halbfinale zu einem Vorfall mit dem Algerier Fawzi Chaouchi, bei dem er eine Attacke des Spielers nicht angemessen ahndete. Nachdem er auf der ursprünglichen Liste der Schiedsrichter für die später im Jahr stattfindende WM-Endrunde 2010 gestanden hatte, verpasste er eine Berufung für das Turnier. Anschließend leitete er ab Herbst des Jahres zwar erneut Qualifikationsspiele, kam aber bei keinem Turnier mehr zum Einsatz. 2011 beendete er seine Laufbahn.
Codjia übt neben seiner Schiedsrichtertätigkeit auch den Beruf des Schiffinspekteurs aus.

## Turniere
- Konföderationen-Pokal 1999 in Mexiko (1 Einsatz)
- Fußball-Afrikameisterschaft 2000 in Ghana und Nigeria (3 Einsätze)
- Junioren-Fußballweltmeisterschaft 2001 in Argentinien (3 Einsätze)
- Fußball-Afrikameisterschaft 2002 in Mali (3 Einsätze)
- Fußball-Weltmeisterschaft 2002 in Japan und Südkorea: (1 Einsatz)
  - Costa Rica – Türkei 1:1 (0:0)
- Konföderationen-Pokal 2003 in Frankreich (1 Einsatz)
- Fußball-Afrikameisterschaft 2004 in Tunesien (2 Einsätze)
- Junioren-Fußballweltmeisterschaft 2005 in den Niederlanden (2 Einsätze)
- Fußball-Afrikameisterschaft 2006 in Ägypten (2 Einsätze)
- Fußball-Weltmeisterschaft 2006 in Deutschland: (2 Einsatz)
  - Ecuador – Costa Rica 3:0 (1:0)
  - Saudi-Arabien – Spanien 0:1 (0:1)
- Fußball-Afrikameisterschaft 2008 in Ghana (3 Einsätze)